# 얀 헨드릭 쇤
얀 헨드릭 쇤(Jan Hendrik Schön, 1970년 -)은 독일 출신 물리학자이다. 한때 획기적인 연구결과를 연이어 발표하여 물리학의 총아로까지 여겨졌으나, 곧 그가 발표한 다수의 연구논문 데이터가 조작되었다는 것이 밝혀져 물의를 일으켰다. 이 쇤 사건은 과학계에 논문의 공동저자와 과학 잡지의 리뷰어들의 책임이 어디까지인지에 대한 논란을 불러왔다. 《네이처》를 비롯한 권위 있는 과학 잡지의 피어 리뷰 과정에서 쇤의 조작이 밝혀지지 않았다는 것에 대해 비판의 의견이 있었으나 한편에선 피어 리뷰의 역할이 의도된 사기를 밝혀내는 것이 아니라 논문자체의 논리적 오류를 찾는 데에 초점이 맞춰져 있다고 변호하는 의견도 있다.
쇤은 응집물질물리와 나노기술 분야에서 연구를 했다. 1997년 독일 콘스탄츠 대학교에서 박사학위를 받았으며, 2000년 12월 벨 연구소에 들어간다.
2001년에 그는 자신의 이름이 올라간 논문을 8일에 하나 꼴로 발표한다. 같은 해 《네이처》에 분자규모의 트랜지스터를 만들었다는 논문을 발표한다. 이 논문은 얇은 유기 색소 분자 층을  이용하여 전자회로를 구성할 수 있으며, 이 회로에 전류를 가하면 트랜지스터의 특성을 나타낸다고 설명하고 있다. 이 연구는 반도체가 현재의 실리콘 기반에서 앞으로는 유기물 기반으로 교체되리라 예견하는 것이었다. 더 나아가, 실리콘으로는 도저히 불가능한 크기보다 작은 크기에서 유기물 트랜지스터를 만드는 것이 가능하기 때문에 현재 예측되는 한계 이하로 무어의 법칙을 이어갈 수 있다는 것을 말한다. 또한 이것이 가능하다면 전자부품 제조가격도 매우 싸지게 된다.
그의 업적이 출판된 직후 물리학계에서 쇤의 데이터가 수상하다는 소문이 돌았다. 특히 그의 데이터가 너무나 정확하게 맞아 떨어지며 이것은 물리학적으로 모순이라는 것이었다. 버클리 대학의 리디아 손(Lydia Sohn)  교수는 쇤이 발표한 온도가 상이한 조건에서 실시한 두 가지 실험이 정확히 같은 노이즈 데이터를 갖고 있다는 사실을 발견했다. 네이쳐의 편집자가 이 사실을 쇤에게 알렸을 때 쇤은 실수로 같은 그래프를 보냈다고 발뺌했다. 코넬 대학의 폴 맥코인(Paul McEuen) 교수가 또 다른 실험에 대한 논문에서 이 그래프를 다시 찾아냈으며, 결국 쇤의 25개의 논문과 쇤이 공동저자로 올라간 20개에서 수상한 점이 발견되었다.
2002년 5월 벨 연구소는 스탠퍼드 대학의 말콤 비즐리 교수에게 이 사건의 조사를 맡겼다. 조사 위원회는 쇤이 쓴 논문의 공저자에게 질문지를 보냈으며, 주로 공동 작업을 하던 3명의 공저자를 직접 인터뷰했다. 논란이 된 논문의 데이터 수치 분석이 들어있던 논문 초고를 조사했다. 위원회는 원 데이터의 복사 본을 요구했으나 그는 실험실 노트를 보관하고 있지 않았다. 그의 원본 데이터 파일도 그의 컴퓨터에서 지워진 상태였다. 쇤에 따르면 하드 디스크 공간이 모자라 파일들을 지웠다고 한다. 또한 그의 실험 샘플은 모두 복원할 수 없도록 훼손되거나 버려졌다.
2002년 9월 25일 위원회는 보고서를 발표했다. 보고서는 24개 의심사례의 세부사항을 담고 있다. 위원회는 최소한 16개에서 부정이 있었다고 결론 내렸다. 한 가지 데이터는 여러 실험의 결과로 재사용된 것을 발견했다. 또한 그래프 중 몇몇은 실제 데이터를 사용하지 않고 수학함수를 사용하여 그린 것을 밝혀냈다.
보고서에 따르면 모든 조작은 쇤 혼자서 저지른 것이며, 공동저자들은 모두 이 부정행위와 무관한 것으로 보고하고 있다. 그러나 공동저자들이 쇤의 데이터를 책임감 있게 검토했는지에 대해서는 명확하지 않다. 연구에 깊숙이 관여하지 않은 저자들인 경우에는 그들의 책임을 다한 듯 보이지만, 쇤이 일하던 그룹의 책임자인 버트램 배트록에 대해서는 그가 충분히 쇤의 연구결과를 검토하지 않았다는 의문이 제기되기도 했다. 물론 사건이 터진 이후에 그는 적절히 대응하였으나, 연구 책임자로서 이와 같은 획기적인 연구결과에 대해 미리 충분히 검증했어야 했을 것이다. 조사 위원회는 공동저자의 책임에 대해 어떤 명시적인 규율 같은 것이 존재하지 않기 때문에 위원회 자체가 이 문제에 대해서는 해결할 수 없다고 결론지었다. 배트록에게 가해진 공식적인 제제는 없었다.
벨 연구소는 보고서를 받은 당일 쇤을 해고했다. 쇤 사건은 이 연구소에서 발생한 첫 번째 사기사건이었다.
2002년 10월 31일 《사이언스》는 쇤이 쓴 8개의 논문을 거둬들였으며, 2003년 3월 5일 《네이처》또한 그의 논문 7개를 거둬들였다.
- J. H. Schön, S. Berg, Ch. Kloc, B. Batlogg, Ambipolar pentacene field-effect transistors and inverters, Science 287, 1022 (2000)
- J. H. Schön, Ch. Kloc, R. C. Haddon, B. Batlogg, A superconducting field-effect switch, Science 288, 656 (2000)
- J. H. Schön, Ch. Kloc, B. Batlogg, Fractional quantum Hall effect in organic molecular semiconductors, Science 288, 2338 (2000)
- J. H. Schön, Ch. Kloc, A. Dodabala-pur, B. Batlogg, An organic solid state injection laser, Science 289, 599 (2000)
- J. H. Schön, A. Dodabalapur, Ch. Kloc, B. Batlogg, A light-emitting field-effect transistor, Science 290, 963 (2000)
- J. H. Schön, Ch. Kloc, H. Y. Hwang, B. Batlogg, Josephson junctions with tunable weak links, Science 292, 252 (2001)
- J. H. Schön, Ch. Kloc, B. Batlogg, High-temperature superconductivity in lattice-expanded C60, Science 293, 2432 (2001)
- J. H. Schön, H. Meng, Z. Bao, Field-effect modulation of the conductance of single molecules, Science 294, 2138 (2001)
- Schön, J. H., Kloc, Ch. & Batlogg, B. Superconductivity at 52K in hole-doped C60. Nature 408, 549-552 (2000).
- Schön, J. H. et al. Gate-induced superconductivity in a solution-processed organic polymer film. Nature 410, 189- 192 (2001).
- Schön, J. H., Meng, H. & Bao, Z. Self-assembled monolayer organic field-effect transistors. Nature 413, 713-716 (2001).

- Schön, J. H. et al. Superconductivity in single crystals of the fullerene C70. Nature 413, 831-833 (2001).
- Schön, J. H. et al. Superconductivity in CaCuO2 as a result of field-effect doping. Nature 414, 434-436 (2001).

쇤은 다수의 논문에서 데이터가 부정확하다는 걸 인정했다. 그러나 자료가 바뀐 것은 순전한 실수였다고 주장했다. 또한 데이터를 변조한 것은 사실이지만 그것은 자신이 관찰한 결과를 좀 더 믿음직스럽게 만들기 위한 것이었다고 밝혔다. 계속 그는 자신의 실험이 실제로 가능했으며, 그가 제시한 기술을 사용하여 분자규모의 트랜지스터가 가능하다고 주장하고 있다.
델프트 공과 대학교와 토머스 왓슨 연구소에서 쇤이 했다는 실험과 유사한 실험을 계속했지만, 결과는 얻어지지 않았다.
2004년 6월 콘스탄츠 대학교는 그의 박사학위를 박탈했다.

## 같이 보기
- 소칼 사건
- 황우석 사건